# Marvell Wynne
Marvell Wynne (ur. 8 maja 1986 w Pittsburghu) – piłkarz amerykański grający na pozycji środkowego obrońcy. Jest synem Marvella Wynne'a seniora, byłego baseballisty i gracza Major League Baseball. Aktualnie piłkarz San Jose Earthquakes.

## Kariera klubowa
Wynne ukończył Poway High School, w której uprawiał piłkę nożną. Następnie uczęszczał na University of California w Los Angeles i był członkiem tamtejszej drużyny piłkarskiej UCLA Bruins. W 2005 roku został mianowany do jedenastki sezonu rozgrywek uniwersyteckich. W 2006 roku podpisał kontrakt z profesjonalną ligą Major League Soccer i został wybrany w drafcie przez zespół New York Red Bulls. 2 kwietnia 2006 zadebiutował w MLS w zremisowanym 2:2 wyjazdowym spotkaniu z D.C. United. W sezonie 2006 był podstawowym zawodnikiem klubu z Nowego Jorku i rozegrał wówczas 28 spotkań.
W 2007 roku Wynne przeszedł do kanadyjskiego Toronto FC, ale występującego w Major League Soccer. Swój debiut w tym klubie zaliczył 26 kwietnia 2007 w przegranym 0:3 meczu z Kansas City Wizards. W Toronto, podobnie jak w Red Bull New York, zaczął występować w pierwszym składzie. 27 września 2008 strzelił pierwszego gola w Major League Soccer, w zremisowanym 1:1 spotkaniu z Houston Dynamo.
W 2010 roku Wynne został zawodnikiem Colorado Rapids. W 2010 roku wywalczył z nim mistrzostwo Major League Soccer.
W 2014 roku Wynne podpisał kontakt z San Jose Earthquakes.
| Sezon | Klub                 | Kraj              | Rozgrywki           | Mecze | Bramki |
| ----- | -------------------- | ----------------- | ------------------- | ----- | ------ |
| 2006  | New York Red Bulls   | Stany Zjednoczone | Major League Soccer | 28    | 0      |
| 2007  | New York Red Bulls   | Stany Zjednoczone | Major League Soccer | 1     | 0      |
| 2007  | Toronto FC           | Stany Zjednoczone | Major League Soccer | 22    | 0      |
| 2008  | Toronto FC           | Stany Zjednoczone | Major League Soccer | 24    | 2      |
| 2009  | Toronto FC           | Stany Zjednoczone | Major League Soccer | 21    | 0      |
| 2010  | Colorado Rapids      | Stany Zjednoczone | Major League Soccer | 27    | 0      |
| 2011  | Colorado Rapids      | Stany Zjednoczone | Major League Soccer | 29    | 0      |
| 2012  | Colorado Rapids      | Stany Zjednoczone | Major League Soccer | 28    | 0      |
| 2013  | Colorado Rapids      | Stany Zjednoczone | Major League Soccer | 28    | 0      |
| 2014  | Colorado Rapids      | Stany Zjednoczone | Major League Soccer | 28    | 0      |
| 2015  | San Jose Earthquakes | Stany Zjednoczone | Major League Soccer | 33    | 0      |
| 2016  | San Jose Earthquakes | Stany Zjednoczone | Major League Soccer |       |        |

## Kariera reprezentacyjna
W 2005 roku Wynne wystąpił z reprezentacją Stanów Zjednoczonych U-20 w Mistrzostwach Świata U-20. Z kolei w 2008 roku był członkiem kadry olimpijskiej na Igrzyska Olimpijskie w Pekinie. W 2007 roku został powołany przez selekcjonera Boba Bradleya do dorosłej reprezentacji na Copa América 2007. Tam, 28 kwietnia 2007, zadebiutował w kadrze narodowej w przegranym 1:4 meczu z Argentyną. W 2009 roku był w kadrze USA na Puchar Konfederacji, w którym Amerykanie zajęli 2. miejsce.